# 马唐 (巴西)
马唐（葡萄牙語：Matão）是巴西圣保罗州的一个市镇。总面积527.012平方公里，总人口74416人，人口密度141.2人/平方公里。